# Lonchaea sorocula
Lonchaea sorocula är en tvåvingeart som beskrevs av Walter Leopold Victor Hackman 1956. Lonchaea sorocula ingår i släktet Lonchaea och familjen stjärtflugor. Inga underarter finns listade i Catalogue of Life.